# Classici (Oscar Mondadori) dall'1 al 100

## Dal n. 1 al n. 100
| Numero   | Titolo                                                         | Autore                                 |
| -------- | -------------------------------------------------------------- | -------------------------------------- |
| 1        | La prima educazione sentimentale (ed. 1845)                    | Gustave Flaubert                       |
| 2        | Racconti fantastici                                            | Guy de Maupassant                      |
| 3        | Il giocatore                                                   | Fëdor Dostoevskij                      |
| 4        | I fiori del male                                               | Charles Baudelaire                     |
| 5        | Rudin                                                          | Ivan Sergeevič Turgenev                |
| 6        | Madame Bovary                                                  | Gustave Flaubert                       |
| 7        | Orgoglio e pregiudizio                                         | Jane Austen                            |
| 8        | Cime tempestose                                                | Emily Brontë                           |
| 9        | Il teatro comico - Memorie italiane                            | Carlo Goldoni                          |
| 10       | Mastro Don Gesualdo                                            | Giovanni Verga                         |
| 11-12    | Tutte le novelle                                               | Giovanni Verga                         |
| 13       | Edipo re                                                       | Sofocle                                |
| 14       | Tristano                                                       | Goffredo di Strasburgo                 |
| 15       | Novantatré                                                     | Victor Hugo                            |
| 16-17    | Zibaldone di pensieri                                          | Giacomo Leopardi                       |
| 18       | Germinale                                                      | Émile Zola                             |
| 19       | Il ritratto di Dorian Gray                                     | Oscar Wilde                            |
| 20       | Macbeth                                                        | William Shakespeare                    |
| 21       | La locandiera                                                  | Carlo Goldoni                          |
| 22       | Leila                                                          | Antonio Fogazzaro                      |
| 23       | Il principe Otto                                               | Robert Louis Stevenson                 |
| 24       | Vita e opinioni di Tristram Shandy, gentiluomo                 | Laurence Sterne                        |
| 25-26    | Racconti fantastici dell'Ottocento                             | a cura di Italo Calvino                |
| 27       | I Malavoglia                                                   | Giovanni Verga                         |
| 28       | Le avventure di Gordon Pym                                     | Edgar Allan Poe                        |
| 29       | Perceval                                                       | Chrétien de Troyes                     |
| 30       | Erec e Enide                                                   | Chrétien de Troyes                     |
| 31       | Cligès                                                         | Chrétien de Troyes                     |
| 32       | Il ritratto di Dorian Gray                                     | Oscar Wilde                            |
| 33       | Ivano                                                          | Chrétien de Troyes                     |
| 34       | Erewhon                                                        | Samuel Butler                          |
| 35       | Il giardino dei supplizi                                       | Octave Mirbeau                         |
| 36       | Anabasi                                                        | Senofonte                              |
| 37       | Poesie scelte                                                  | Giosuè Carducci                        |
| 38       | Pensieri                                                       | Blaise Pascal                          |
| 39       | Taipi                                                          | Herman Melville                        |
| 40       | Storia della colonna infame                                    | Alessandro Manzoni                     |
| 41       | Tre anni - La signora con il cagnolino                         | Anton Čechov                           |
| 42       | Racconti di mare e di costa                                    | Joseph Conrad                          |
| 43       | Cuore                                                          | Edmondo De Amicis                      |
| 44       | L'educazione sentimentale (ed. 1869)                           | Gustave Flaubert                       |
| 45-46-47 | Vite parallele                                                 | Plutarco                               |
| 48-49    | Racconti d'amore dell'Ottocento                                | a cura di Guido Davico Bonino          |
| 50       | Piccolo mondo moderno                                          | Antonio Fogazzaro                      |
| 51       | Malombra                                                       | Antonio Fogazzaro                      |
| 52       | Una vita                                                       | Guy de Maupassant                      |
| 53       | Le anime morte                                                 | Nikolaj Gogol'                         |
| 54       | Bertoldo, Bertoldino e Cacasenno                               | Giulio Cesare Croce, Adriano Banchieri |
| 55       | I promessi sposi                                               | Alessandro Manzoni                     |
| 56       | Le confessioni d'un italiano                                   | Ippolito Nievo                         |
| 57-58    | Don Chisciotte della Mancia                                    | Miguel de Cervantes                    |
| 59       | Poesie: Inni sacri - Odi - Poesie non approvate o postume      | Alessandro Manzoni                     |
| 60       | Il sosia                                                       | Fëdor Dostoevskij                      |
| 61       | Canzoniere                                                     | Francesco Petrarca                     |
| 62       | Memorie di un cacciatore                                       | Ivan Turgenev                          |
| 63       | De profundis                                                   | Oscar Wilde                            |
| 64       | Il Santo                                                       | Antonio Fogazzaro                      |
| 65       | Una peccatrice - Storia di una capinera - Eva - Tigre reale    | Giovanni Verga                         |
| 66       | Lo strano caso del dottor Jekyll e del signor Hyde             | Robert Louis Stevenson                 |
| 67       | Vita Nuova - Rime                                              | Dante Alighieri                        |
| 68       | La lettera scarlatta                                           | Nathaniel Hawthorne                    |
| 69       | Papà Goriot                                                    | Honoré de Balzac                       |
| 70       | Racconti del terrore                                           | Edgar Allan Poe                        |
| 71       | Racconti del grottesco                                         | Edgar Allan Poe                        |
| 72       | Racconti di enigmi                                             | Edgar Allan Poe                        |
| 73-74    | Storia di re Artù e dei suoi cavalieri                         | Thomas Malory                          |
| 75       | Inferno                                                        | Dante Alighieri                        |
| 76       | Purgatorio                                                     | Dante Alighieri                        |
| 77       | Paradiso                                                       | Dante Alighieri                        |
| 78       | Eneide                                                         | Virgilio                               |
| 79       | Novelle esemplari                                              | Miguel de Cervantes                    |
| 80       | Salammbô                                                       | Gustave Flaubert                       |
| 81       | Dell'insurrezione di Milano nel 1848 e della successiva guerra | Carlo Cattaneo                         |
| 82       | Le mie prigioni                                                | Silvio Pellico                         |
| 83       | Piccolo mondo antico                                           | Antonio Fogazzaro                      |
| 84       | Bouvard et Pécuchet                                            | Gustave Flaubert                       |
| 85       | Eros                                                           | Giovanni Verga                         |
| 86       | Moby Dick                                                      | Herman Melville                        |
| 87       | Il giorno                                                      | Giuseppe Parini                        |
| 88       | Il campiello - Gl'innamorati                                   | Carlo Goldoni                          |
| 89       | Racconti di Pietroburgo                                        | Nikolaj Gogol'                         |
| 90       | Ultime lettere di Jacopo Ortis                                 | Ugo Foscolo                            |
| 91-92-93 | Saggi                                                          | Michel de Montaigne                    |
| 94       | I racconti di Canterbury                                       | Geoffrey Chaucer                       |
| 95       | Coriolano                                                      | William Shakespeare                    |
| 96       | Il principe                                                    | Niccolò Machiavelli                    |
| 97-98    | I capolavori della poesia romantica                            | a cura di Guido Davico Bonino          |
| 99       | Il tesoro della novella italiana: secoli XIII-XVII             | a cura di Marziano Guglielminetti      |
| 100      | Il tesoro della novella italiana: secoli XVIII-XX              | a cura di Marziano Guglielminetti      |

|  | I 100 successivi: Classici (Oscar Mondadori) dal 101 al 200 |